# زاروبی
زاروبی (به انگلیسی: Zarobi) یک شهر در پاکستان است که در خیبر پختونخوا واقع شده‌است.